# 吉行和子
吉行和子（日语：／ Yoshiyuki Kazuko，1935年8月9日—），女，东京府出身，日本演员。曾获得每日電影獎最佳女配角、田中絹代獎等奖项。